# L'Équilibre du monde
L'Équilibre du monde est un roman historique de Rohinton Mistry paru en 1995, qui est situé en grande partie à Bombay (dont le nom n'est pas cité) en 1975 durant l'État d'urgence (1975-1977). Le roman met principalement en scène quatre personnages, venus d’horizons très divers et qui se retrouvent à cohabiter dans un même appartement :
- Dina Dalal, veuve d'une quarantaine d'années et locataire de l’appartement et qui, pour survivre, se lance dans la confection à domicile ;
- Deux tailleurs, Ishvar Darji et son neveu Omprakash ;
- Un étudiant (en techniques de la réfrigération), Maneck Kohlah.

L’histoire se déroule alors que l’État d'urgence fait rage avec les massacres d'opposants politiques et elle met notamment en évidence le système des castes, la tyrannie des traditions, les souffrances des pauvres, l’absurdité du système, l'arbitraire des stérilisations contraintes le tout dans une sorte d'équilibre entre un enfer d'existences et la "saveur" (Rasa) de l'Inde.
L'épilogue se déroule en 1984, peu après l'Assassinat d'Indira Gandhi, qui était une vengeance sikh en réponse à l'Opération Blue Star, qui a lui-même et à son tour provoqué les Émeutes anti-sikhs de 1984.

## Personnages
- Dina Shroff membre de la communauté Parsi (Dina Dalal après son mariage avec Rustom Dalal)
- Ishvar Darji &
- Omprakash "Om" Darji (Le neveu d'Ishvar), membres de la communauté Chamar (intouchables)
- Maneck Kohlah étudiant, hindou
- Ratan Tata
- Nusswan Shroff (Le frère de Dina)
- Narayan Darji (Le frère d'Ishvar et le père d'Omprakash)
- Zenobia (Une amie de Dina)
- Mrs. Gupta (Une cliente de Zenobia/ La patronne de Dina)
- Vasantrao Valmik (Un avocat et rédacteur de prophéties)
- Ibrahim (Le collecteur de loyer)
- Dukhi Mochi (Le père d'Ishvar et de Narayan)
- Thakur Dharamsi (L'assassin de Narayan et plus tard responsable du planning familial)
- Ashraf Chacha (Un tailleur et ami de Dukhi), musulman
- Nawaz (Un ami d'Ashraf)
- Rajaram (Un récolteur de cheveux et plus tard, Bal Baba)
- L'homme aux singes (Un habitant du bidonville)
- Aban Kohlah (La mère de Maneck)
- Farokh Kohlah (Le père de Maneck)
- Avinash (Un ami du Maneck, président de l'union des étudiants)
- Sergent Kesar
- Shankar (Un mendiant)
- Le maître des mendiants
- Shanti (Une habitante du bidonville)
- Jeevan
- Ruby Shroff (La femme de Nusswan)
- Rustom Dalal (Le mari décédé de Dina)
- Tante Shirin (La tante de Rustom)
- Oncle Darab (L'oncle de Rustom)
- Xerxes et Zarir (Les enfants de Ruby et Nusswan)

## Récompense
- 1995 : Prix Giller
- Présélections en 1996 au Prix Booker